# Coligny (Noordwest)
Coligny is een dorp gelegen in de gemeente Ditsobotla in de Zuid-Afrikaanse provincie Noordwest. Het ligt ongeveer 30 km zuidoostelijk van Lichtenburg (dichtstbijzijnde stad) en 55 km noordelijk van Hartbeesfontein aan de nationale weg N14. Tevens ligt het aan de spoorlijn tussen Lichtenburg en Johannesburg. De voornaamste economische activiteit in de streek is landbouw, met name het verbouwen van mais en zonnebloemen. Daarnaast vindt ook nog enige diamantdelverij plaats. Coligny is een verzorgingscentrum voor de omliggende streek.

## Geschiedenis
In 1918 werd het dorp gesticht en enige jaren later vernoemd naar Gaspard de Coligny, de beroemde Hugenotenleider in Frankrijk. Het dorp heeft zijn ontstaan te danken aan de bouw van een aftakkingsspoorlijn in 1911. Het dorp werd eerst Treurfontein genoemd maar in 1923 hernoemd naar Coligny omdat de inwoners bezwaar maakten tegen die naam.
In 1910 tijdens de laatste zitting van het Transvaalse parlement voor de Uniewording, heeft generaal Koos de la Rey, parlementslid voor Lichtenburg, goedkeuring verkregen voor de bouw van een spoorlijn van Welverdiend aan de hoofdlijn tussen Kaapstad en Johannesburg naar Lichtenburg alsook voor een spoorwegaansluiting naar Delareyville en Schweizer Reneke. De spoorlijn werd op 11 mei 1911 in gebruik genomen en de spoorwegaansluiting was op de boerderij "Rietvlei". Aangezien een andere plaats in het  toenmalige Transvaal reeds zo heette, werd de spoorwegaansluiting "Treurfontein" genoemd.
De situatie werd verder gecompliceerd doordat de gemeente van de Nederduits-Gereformeerde kerk, die zich op vrijdag 13 mei 1914 hier in het maispakhuis van de "N.W. Koöperatiewe Landboumaatskappy Bpk." afpitste van de gemeentes Lichtenburg, Ventersdorp en Hartbeesfontein, aanvankelijk als "Welgemoed" bekendstond. Toen de nederzetting in 1923 een gemeente werd, werd zij vernoemd naar Gaspard de Coligny, een Franse admiraal en hugenotenleider die omgekomen was tijdens de slachting van protestanten in Parijs in 1572, de zogenaamde Bartolomeusnacht.
Talloze nazaten van de hugenoten wonen in de omgeving van Coligny waar zij op grote schaal mais en zonnebloemen verbouwen. De naam van de kerkelijke gemeente en die van de spoorwegaansluiting werden ook ter ere van de Hugenoten-leider veranderd. De uitspraak en spelling van de nieuwe naam hebben aanvankelijk heel wat moeilijkheden met zich meegebracht. Hiervan getuigt de verkeerde spelling op de hoeksteen van de oude kerk.

## Nederduits-Gereformeerde kerkgebouwen
Totdat de kerk voltooid was werd de eredienst gehouden in het pakhuis. De hoeksteen van de oude kerk – die in latere jaren diende als kerkzaal – werd op 29 juli 1916 gelegd. Drie maanden na de hoeksteenlegging door Ds. J.G. Perold, werd de kerk ingewijd. Deze bood zitplaatsen aan 400 leden en had zonder meubels £960 gekost. De pastorie ontworpen door architect Van Eck en gebouwd door aannemer Leemhuis, werd in 1918 tegen een kostprijs van £2.300 voltooid.
De hoeksteen van de nieuwe kerk werd op 11 juni 1931 gelegd door Ds. M.J. du Preez en werd op 14 februari 1932 ingewijd. De architect was Gerard Moerdijk en de bouwaannemer de heer L. Lauryssen. Moerdijk heeft soortgelijke kerken ontworpen voor de NG gemeentes Salisbury (Harare) en Louis Trichardt alsmede de Gereformeerde kerk in Nylstroom. De kerk biedt zitplaatsen aan 700 leden en heeft tezamen met het orgel £12.000 gekost.
Met de symbolische "Ossewatrek van 1938" vond de klipstapeling plaats op het kerkterrein ter herdenking van de doortocht van de Voortrekkerwagens. Het stenen monument prijkt naast de ingang van het kerkgebouw.

## Bekende inwoners
- Hestrie Cloete, wereldkampioen hoogspringen, is zeker Coligny's bekendste inwoner. Cloete werd geboren in Germiston, groeide op in Coligny en ging naar school in Lichtenburg.

## Subplaatsen
Het nationaal instituut voor de statistiek, Stats SA, deelt sinds de volkstelling 2011 deze hoofdplaats in in zogenaamde subplaatsen (sub place), c.q. slechts één subplaats:
Coligny SP.